# ジュリオ・セザール・マルティンス
ジュリオ・セザール・マルティンス（ポルトガル語: Júlio César Martins、1978年1月4日 - ）は、ブラジルのサッカー選手。ポジションはGK。

## 経歴
2003年にECサント・アンドレに加入。コパ・ド・ブラジル2004では正ゴールキーパーがアンジェロ・エスマエル・ダ・コスタ・ジュニオールである中で3試合に出場した。その後のコパ・リベルタドーレス2005の時には正ゴールキーパーの座を奪った。
2006年にマリーリアACに移籍。その後2008年に1年契約でADサンカエターノに移籍。同年12月には1年の契約延長がオファーされた。
2013年にレッドブル・ブラジルからクルーベ・ジ・レガタス・ブラジルに移籍して以降、同クラブで正ゴールキーパーとして出場を重ねている。

## タイトル
サント・アンドレ
- コパ・パウリスタ: 2003
- コパ・ド・ブラジル: 2004

クルーベ・ジ・レガタス・ブラジル
- カンピオナート・アラゴアーノ: 2015, 2016